# Uromyces sporobolicola
Uromyces sporobolicola ist eine Ständerpilzart aus der Ordnung der Rostpilze (Pucciniales). Der Pilz ist ein Endoparasit des Süßgrases Sporobolus pyramidatus. Symptome des Befalls durch die Art sind Rostflecken und Pusteln auf den Blattoberflächen der Wirtspflanzen. Sie ist in weiten Teilen Amerikas verbreitet.

## Merkmale

### Makroskopische Merkmale
Uromyces sporobolicola ist mit bloßem Auge nur anhand der auf der Oberfläche des Wirtes hervortretenden Sporenlager zu erkennen. Sie wachsen in Nestern, die als gelbliche bis braune Flecken und Pusteln auf den Blattoberflächen erscheinen.

### Mikroskopische Merkmale
Das Myzel von Uromyces sporobolicola wächst wie bei allen Uromyces-Arten interzellulär und bildet Saugfäden, die in das Speichergewebe des Wirtes wachsen. Aecien oder Spermogonien der Art sind nicht bekannt. Die zimtbraunen Uredien des Pilzes wachsen oberseitig auf den Wirtsblättern. Ihre goldenen bis zimtbraunen Uredosporen sind 30–35 × 25–29 µm groß und stachelwarzig. Die beidseitig wachsenden Telien der Art sind schwärzlich und spät offenliegend. Die kastanienbraunen Teliosporen sind einzellig, in der Regel eckig eiförmig und 26–34 × 17–23 µm groß. Ihre Stiele sind gelblich und bis zu 35 µm lang.

## Verbreitung
Das bekannte Verbreitungsgebiet von Uromyces sporobolicola reicht von Argentinien über Mittelamerika und die Karibik bis nach Texas.

## Ökologie
Die Wirtspflanze von Uromyces sporobolicola ist Sporobolus pyramidatus. Der Pilz ernährt sich von den im Speichergewebe der Pflanzen vorhandenen Nährstoffen, seine Sporenlager brechen später durch die Blattoberfläche und setzen Sporen frei. Die Art verfügt über einen Entwicklungszyklus, von dem bislang lediglich Telien und Uredien sowie deren Wirt bekannt sind; Spermogonien und Aecien konnten dem Pilz nicht zugeordnet werden.